# اصناف ایران و نهضت ضد جمهوری
در اوایل سال ۱۳۰۰ خورشیدی، هنگامی که رضاخان در سمت نخست وزیری کوشید تا با انحطاط سلطنت قاجار، نظام حکومتی را به جمهوری تبدیل کند، بازاریان به پیروی از علما، به خصوص سید حسن مدرس، که از رهبران و یکی از سیاستمداران برجسته مجلس شورای ملی بود، ضد اقدامات رضاخان و جلوگیری از تأسیس نظام جمهوری در ایران دست به تظاهرات زدند.(علت اصلی این بود که مدرس با رضاخان و زیادی خواهی‌هایش مخالف بود و درک کامل و درستی نسبت به جمهوریت نداشت.) رضاخان نیز در مقابل تلاش کرد تا با کمک گروهی، تظاهراتی به نفع جمهوری در بازار به راه اندازد؛ و گروهی به مغازه‌ها حمله کنند و در نتیجه با مداخله نظامیان بازار بسته شود و آنگاه شایعه شد که بازار به حمایت از جمهوری تعطیل شده‌است. با این دسیسه در ۲۹ اسفند ۱۳۰۲، به دستور رئیس نظمیه، مساجد را بستند و آن گروه را به تظاهرات در بازار، اعزام داشتند تا با سر دادن شعار و تیراندازی مأموران، بازاری‌ها مجبور به بستن دکان‌های خود شوند و از مبارزه بگریزند. اما بازار تسلیم نشد و گروه بسیاری از بازاریان در قلب بازار به امامت یکی از علمای مبارز به نماز جماعت ایستادند. در این اجتماع چند نفر از واعظان به سخنرانی‌های سیاسی ضد حکومت پرداختند و هزاران بازاری با امضای طومار هایی طویل، اعتراض خود را نسبت به جمهوری رضاخانی اعلام کردند.
سپس هیأتی را به نمایندگی از طرف بازار و علما انتخاب کردند و نزد میرزا حسین خان پیرنیا (موتمن الملک) رئیس مجلس فرستادند تا ناخشنودی بازار را از جمهوری رضا خانی به اطلاع برساند. در دوم فروردین ۱۳۰۳ شمسی. چندین هزار بازاری به همراه جمعی از طلاب در صحن و اطراف مجلس، جمع شدند و علیه جمهوری شعار دادند و خواستار دریافت پاسخ به اعتراض‌های خود شدند. نخست وزیر به اتفاق گروهی از افسران سعی کرد جمعیت را پراکنده کند، ولی مردم مقاومت کردند. خشونت و تشنج رو به افزونی، سبب شد که موتمن الملک، رضا خان را تهدید به رأی عدم اعتماد کند. رضا خان مجبور شد که عملیات خود را متوقف سازد.
در پاییز سال ۱۳۰۴ ش. درست زمانی که رضاخان در تدارک تغییر سلطنت قاجار به نفع خود بود، مراسمی عمومی در مدرسه نظام برپا کرد، در این مراسم اصناف و بازاری‌ها شرکت نکردند و رضاخان به ناچار گروه کوچکی (حدود ۳۰ تا ۴۰ نفر) از تاجران را که امکان وادار کردن آن‌ها به شرکت در این مراسم بود، برای شرکت به اقامتگاه نخست وزیر دعوت کرد و سپس آن‌ها را روانه مدرسه نظام کرد تا در مراسمی که به افتخار رضاخان تشکیل یافته بود، شرکت کنند.